# L'Équipée infernale
Pour plus de détails, voir Fiche technique et Distribution.
L'Équipée infernale (titre original Rescue Me) est un film américain réalisé par Arthur Allan Seidelman, sorti en 1992.

## Synopsis
Un jeune garçon secrètement épris d'une fille de son lycée n'écoute que son courage en partant à sa recherche le jour où deux malfrats l'enlèvent sous ses yeux à la suite d'un deal avorté. Tenant pour responsable l'homme à l'origine de l'échange, il le convainc de faire équipe ensemble et de l'aider à retrouver l'amour de sa vie.

## Fiche technique
- Titre français : L'Équipée infernale
- Titre original : Rescue Me
- Réalisation : Arthur Allan Seidelman
- Scénario : Mike Snyder
- Musique : Joel Hirschhorn, Al Kasha & David Waters
- Photographie : Hanania Baer
- Montage : Bert Glatstein
- Production : Richard Alfieri
- Société de production : Cannon Pictures
- Société de distribution : Warner Home Video
- Pays :  États-Unis
- Langue : Anglais
- Format : Couleur - Dolby Digital - DTS - Ultra Stereo
- Genre : Comédie, Action
- Durée : 95 min
- Public : Tous

## Distribution
- Michael Dudikoff (VF : Yves-Marie Maurin) : Daniel 'Mac' MacDonald
- Stephen Dorff (VF : Chris Benard) : Fraser Sweeney
- Ami Dolenz (VF : Rafaèle Moutier) : Ginny Grafton
- Peter DeLuise (VF : Nicolas Marié) : Rowdy
- William Lucking (VF : Marc Alfos) : Kurt
- Dee Wallace : Sarah Sweeney
- Ty Hardin : Le shérif Gilbert
- Kimberley Kates : Cindy
- Lisa Lawrence (VF : Magali Barney) : Hillary Samuels
- Caroline Schlitt (VF : Céline Monsarrat) : Dawn Johnson
- Liz Torres : Carney
- Danny Nucci : Todd
- Jimmy Carville (VF : Jean-Claude Sachot) : Hector
- Cristi Harris (VF : Hélène Chanson) : Cathy
- Samantha Phillips : Cheri

## Autour du film
- Seconde collaboration entre Ami Dolenz et Peter DeLuise qui s'étaient déjà donnés la réplique un an auparavant dans Les Enfants des ténèbres.